# Odontesthes mauleanum
Odontesthes mauleanum е вид лъчеперка от семейство Atherinidae. Видът е почти застрашен от изчезване.

## Разпространение
Разпространен е в Чили.